# 1666 en science-fiction
| Années de la science-fiction : 1663 - 1664 - 1665 - 1666 - 1667 - 1668 - 1669    |
| Décennies de la science-fiction : 1630 - 1640 - 1650 - 1660 - 1670 - 1680 - 1690 |

L'année 1666 a connu, en matière de science-fiction, les faits suivants :

## Parutions littéraires
- The Blazing World par Margaret Cavendish[1].